# Elza Dunkels
Elza Laimite Dunkels (Norrköpings S:t Olofs, 26 de junio  de 1960) es una científica e investigadora sueca experta en pedagogía y en los usos de internet, y bloguera.
Elza Dunkels se formó como profesora de asignaturas. En el sistema educativo sueco, una persona profesora de asignaturas es aquella que enseña principalmente varias clases escolares en una o más asignaturas escolares. En Suecia, durante los siglos XIX y XX, el profesorado de asignaturas era más comunes en las instituciones educativas, la escuela secundaria superior y la escuela primaria y en la escuela secundaria superior.
En 2007 se graduó como doctora en filosofía en la Universidad de Umeå. Es profesora asociada de trabajo pedagógico en esta universidad pública sueca, donde es docente e investigadora.
Su tesis doctoral trata sobre el uso de Internet por menores y jóvenes y sobre culturas en línea. Su investigación se refiere a las estrategias que usan menores y jóvenes cuando están en Internet para protegerse de los peligros y las situaciones desagradables.  Su proyecto incluye el sitio web de Net Cultures (en sueco, Nätkulturer).  Dunkels da conferencias regularmente sobre el tema de menores e Internet en conferencias de diversos tipos.
En 2017, su trabajo fue premiado "para promover la comunicación entre menores y adultos en línea" con el Premio Surf Lugnt.
Dunkels ha sido miembro de la Junta de Wikimedia Suecia desde 2016. 
Dunkels pertenece a una familia emprendedora y conocida. Su madre es Kerstin Vannman, profesora de matemáticas en la Universidad Técnica de Luleå (Suecia); su padre es el matemático Andrejs Dunkels, su hermano el empresario Adam Dunkels y sus hijos son Erik y Joel Dunkels en la banda pop Caótico. 

## Obra
- Dunkels, Elza (2007). Bridging the distance : children’s strategies on the internet (en español, Acortando distancias: las estrategias de los niños en internet). Tesis doctorales en obra pedagógica. Umeå: Universidad de Umeå. ISBN 978-91-7264-371-0
- Dunkels, Elza (2009). Vad gör unga på nätet? (en español, ¿Qué hacen los jóvenes en línea?) (1ª edición). Malmö: Gleerup. Libris 11447207. ISBN 9789140666710
- Feilitzen, Cecilia von; Findahl Olle, Dunkels Elza (2011). Hur farligt är internet?: resultat från den svenska delen av den europeiska undersökningen EU Kids Online (en español, ¿Qué es tan peligroso es Internet?: Resultados de la parte sueca del estudio europeo EU Kids Online). Göteborg: Nordicom. Libris 12445431. ISBN 978-91-86523-31-2
- Dunkels Elza, Lindgren Simon (2014). Interaktiva medier och lärandemiljöer (en español, Medios interactivos y entornos de aprendizaje). Malmö: Gleerups. Libris 16407404. ISBN 9789140677976
- Dunkels, Elza (2016). Nätmobbning, näthat och nätkärlek: kunskap och strategier för en bättre vardag på nätet (en español,   Netmasking, nethats y network love: conocimiento y estrategias para una mejor vida cotidiana en la red) (1ª edición). Estocolmo: Gothia Fortbildning. Libris 18781919. ISBN 9789188099327